# 李沐民
李沐民（？—？），字德明，號寰愉，山西平陽府临汾县人，明朝政治人物。

## 生平
六月二十三日生，治礼记。萬曆二十二年（1594年）甲午科鄉試第五名舉人，二十三年（1595年）乙未科進士，刑部觀政，本年八月初授山東宁阳县知县，二十八年擢南京户部江西司主事，榷税淮关。外严内宽，治有威惠。升本部郎中。

## 家族
曾祖李俊。祖父李惠，寿官。父李廷瑞，寿官。母安氏、盧氏、张氏。永感下。娶亢氏，继娶陈氏。子開先、振先。